# KS Energetyk Poznań (piłka siatkowa kobiet)
Enea Energetyk Poznań – polska kobieca drużyna siatkarska, sekcja wielosekcyjnego klubu KS Energetyk Poznań występująca w I lidze.
Sekcja siatkówki kobiet występowała w II lidze od 2010 r., zaś w 2017 roku zespół awansował do I ligi, gdzie występuje pod nazwą Enea Energetyk Poznań.

## Kadra zespołu 2019/2020
- Trener : Marcin Patyk
- Asystent trenera: Dominik Hajduk
- Statystyk: Julian Lavrin
- Fizjoterapeuta: Bartek Rakowski

| Nr | Imię i nazwisko      | Data ur. | Wzrost | Pozycja      |
| -- | -------------------- | -------- | ------ | ------------ |
| 1  | Natalia Bogdanowicz  |          |        | libero       |
| 2  | Amelia Bogdanowicz   |          |        | rozgrywająca |
| 3  | Magdalena Jurczyk    |          |        | środkowa     |
| 5  | Simona Dreczka       |          |        | środkowa     |
| 7  | Kinga Dybek          |          |        | przyjmująca  |
| 8  | Agata Nowak          |          |        | libero       |
| 9  | Klaudia Świstek      |          |        | przyjmująca  |
| 4  | Natalia Budnik       |          |        | przyjmująca  |
| 11 | Aleksandra Muszyńska |          |        | środkowa     |
| 13 | Aleksandra Omelaniuk |          |        | atakująca    |
| 16 | Ewelina Tobiasz      |          |        | rozgrywająca |
| 19 | Adrianna Muszyńska   |          |        | przyjmująca  |
| 99 | Joanna Sobczak       |          |        | atakująca    |